# سیارک ۲۰۱۳۶
سیارک ۲۰۱۳۶ (به انگلیسی: 20136 Eisenhart، نامگذاری:1996NA) بیست هزار و صد و سی و ششمین سیارک کشف شده‌است که در ۸ ژوئیه ۱۹۹۶ کشف شد.
قدر مطلق سیارک برابر ۱۵٫۰۰ است.